# Eldon Griffiths
Eldon Wylie Griffiths (25 mai 1925 - 3 juin 2014) est un homme politique et journaliste conservateur britannique.

## Jeunesse
Griffiths est né le 25 mai 1925 à Wigan, Lancashire. Son père gallois est sergent de police. Il fréquente la Ashton Grammar School. Après avoir servi lors de la Seconde Guerre mondiale dans la Royal Air Force, il obtient un double diplôme de première classe en histoire de l'Emmanuel College de Cambridge et une maîtrise de l'Université Yale,.

## Carrière
Après l'université, Griffiths travaille au département de recherche conservateur et devient journaliste et agriculteur. Il est rédacteur en chef de Newsweek.
Il devient député de Bury St Edmunds après une élection partielle en 1964 et conserve le siège jusqu'à sa retraite en 1992. Sa nécrologie du Telegraph affirme qu'il est « longiligne, articulé, mais austère, (Griffiths est) un solitaire politique et pas trop populaire sur les bancs des conservateurs ». Il est ministre des Sports sous le gouvernement d'Edward Heath de 1970 à 1974. Il est également porte-parole parlementaire de la Fédération de la police. En 1985, il est fait Chevalier pour "service politique".
Griffiths est administrateur de l'une des sociétés du groupe Carroll de Gerald Carroll.

## Vie privée
En juin 2013, il annonce son troisième mariage, à l'âge de 88 ans
Il a vécu en Californie et à Bury St Edmunds. Il est Freeman de l'arrondissement de St Edmundsbury.